# Schloss Penkun

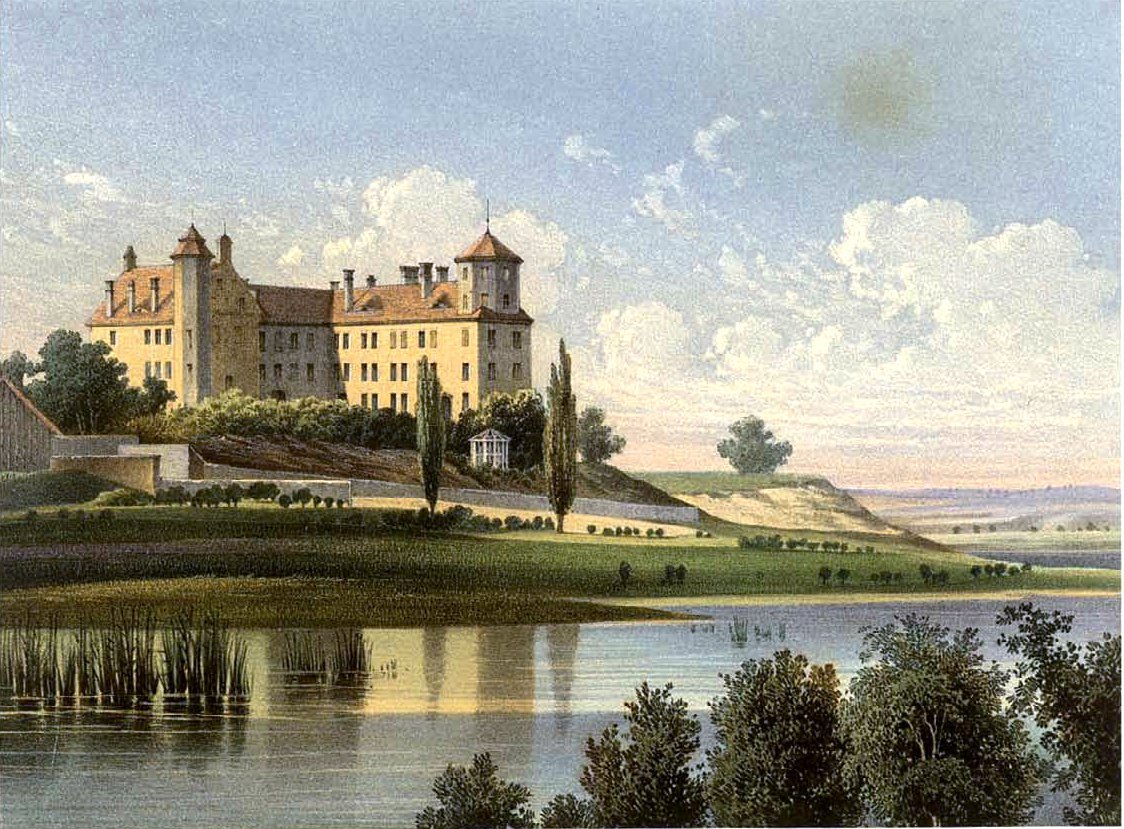
Schloss Penkun in der Sammlung Alexander Duncker 1860/61

Das Schloss Penkun ist ein Schloss und Herrenhaus in Penkun im Landkreis Vorpommern-Greifswald in Mecklenburg-Vorpommern. Es befindet sich nordwestlich der Stadt zwischen der Landesstraße 283 und dem Schlosssee und gehört zu den größten und ältesten erhaltenen Schlössern Vorpommerns.

## Geschichte

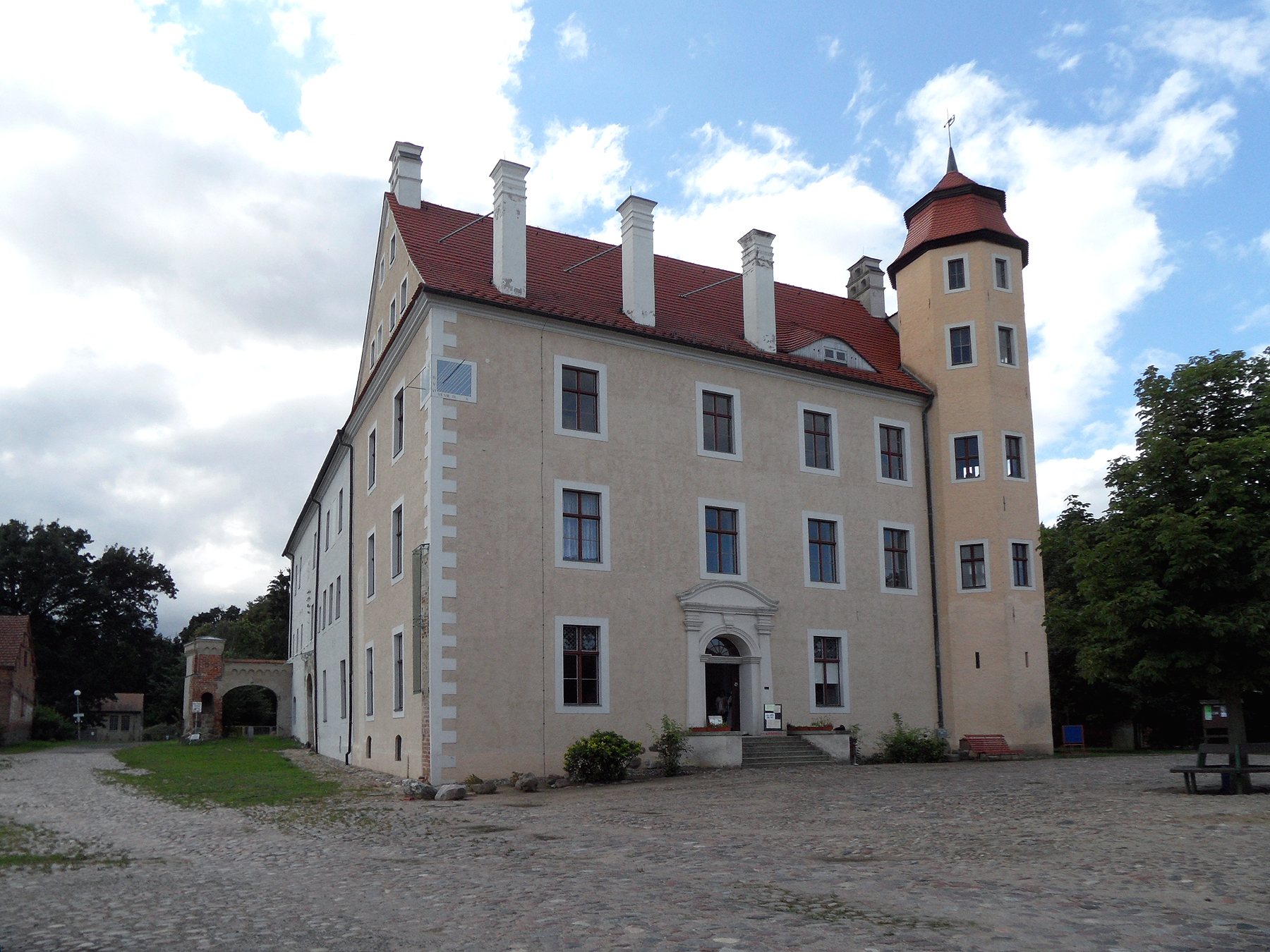
Seitenansicht des linken Flügels

Eine Burg bei Penkun wurde erstmals 1190 schriftlich erwähnt. Die Greifenherzöge ließen diese im 13. Jahrhundert als Grenzburg Pommerns gegen die Mark Brandenburg ausbauen. Herzog Bogislaw X. belehnte 1479 Werner von der Schulenburg mit Burg und Stadt Penkun. Unter Einbeziehung der bestehenden Teile ließ dieser zwischen 1484 und 1486 das Schloss in der bis heute erhaltenen Form errichten. Wahrscheinlich unter der Leitung von Thaddäus Paglion wurde das Schloss zwischen 1580 und 1590 im Stil der Renaissance umgebaut. Bis 1615 blieb der Besitz bei der Familie von der Schulenburg.
1614 verpfändete Joachim II. von der Schulenburg Schloss Penkun mit dem dazugehörigen Ackerwerk an den herzoglichen Landrat und Amtshauptmann zu Stolpe und Verchen Henning von der Osten. Mit der Genehmigung des Herzogs Philipp Julius kaufte Henning von der Osten den Besitz im folgenden Jahr für 122.333 Gulden als erbliches Eigentum.

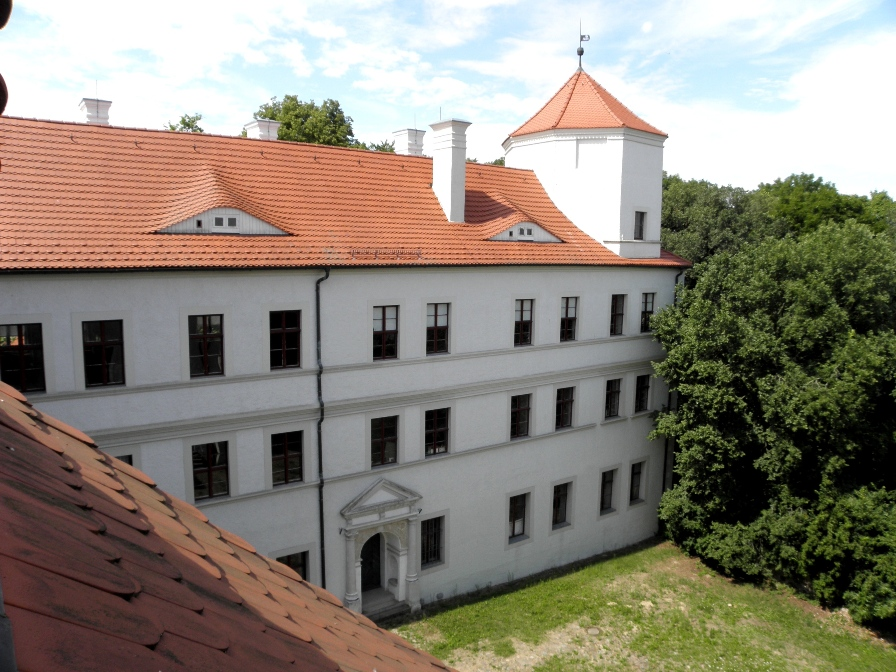
Rechter Hauptflügel

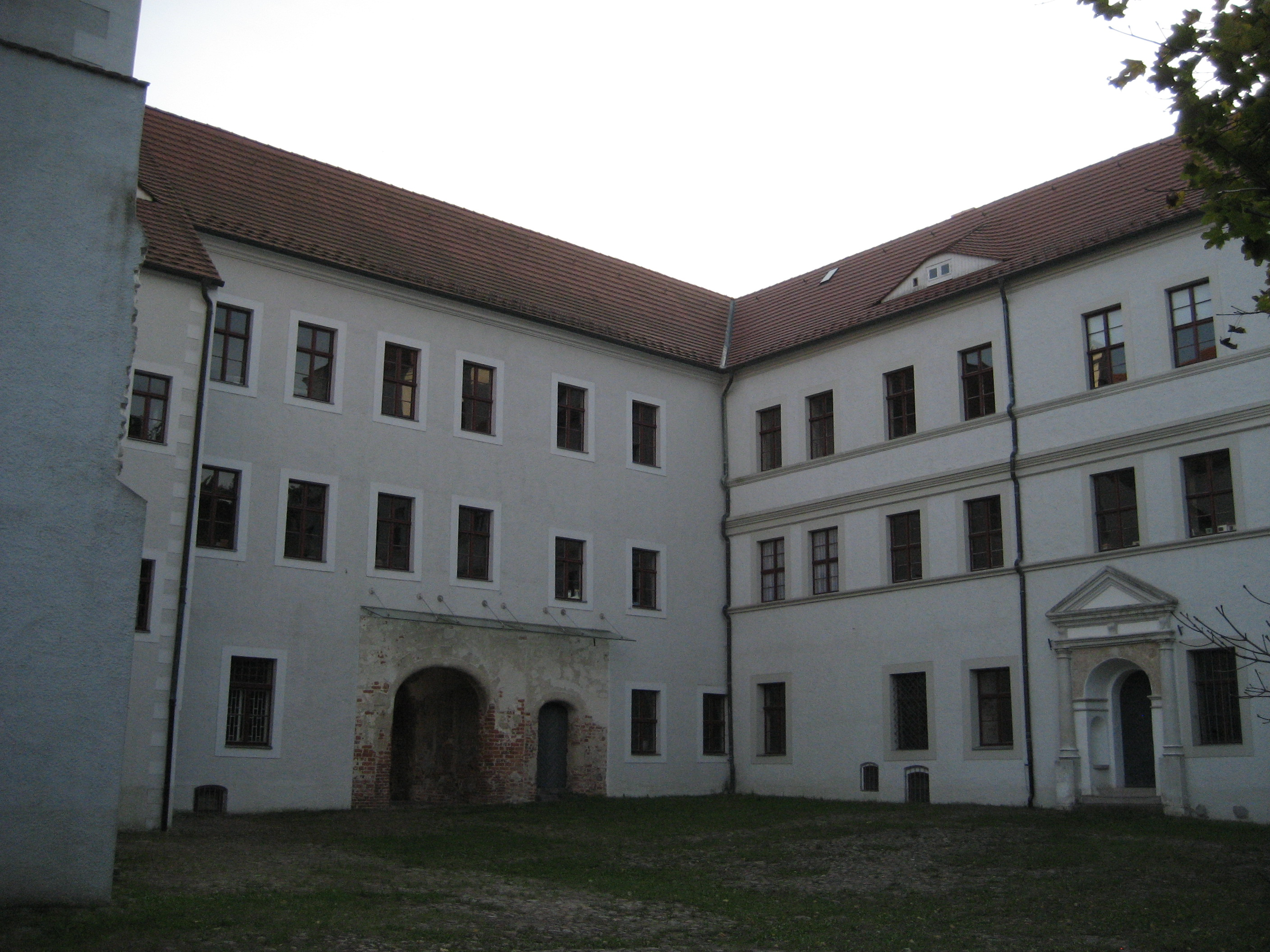
Innenhof

Heinrich Carl von der Osten verkaufte Schloss Penkun 1756 an die Generalswitwe Sophie Albertine von Hacke, eine Tochter des Staatsministers Ehrenreich Bogislaus von Creutz. Von deren Nachkommen erwarb August Wilhelm von der Osten die Güter 1817 wieder für seine Familie zurück.  Seine Nachfahren, Karl (1759–1849) und Florentin von der Osten (1804–1875), verheiratet mit Auguste von Krause, bildeten eine genealogische Linie Penkun-Blumberg heraus. Ihr ältester Sohn Alexander brachte es zum Generaldirektor der Pommerschen Landschaft, einem Gremium, was in den anderen nordostdeutschen Gebieten die der Ritterschaft entsprach. Nachfolger wurde aber der Sohn Friedrich (Fritz) Wilhelm von der Osten (1842–1928), liiert mit Marie von Eickstedt-Peterswaldt (1860–1948).  Marie von der Osten war die offizielle Eigentümerin nach dem letztmals 1939 amtlich publizierten Pommerschen Güter-Adressbuch. Verwalter des 994 ha großen Besitzes war Dr. Köster als Generalbevollmächtigter. Als Erbe folgend vorgesehen war dann Henning von der Osten (1882–1954), seines Zeichens Rechtsritter des Johanniterordens und preußische Kammerherr. Seine Ehefrau war Henriette Freiin von der Leyen zu Bloemersheim - Haus Meer. Penkun war bis zur Enteignung während der Bodenreform 1945 in deren Familienbesitz.
Zwischen 1947 und 1958 wurden im Schloss eine Schule, ein Internat und eine landwirtschaftliche Ausbildungsstätte untergebracht. 1989 wurde mit Arbeiten zur Sicherung und Sanierung des baufällig gewordenen Gebäudes begonnen. Von 1991 bis 2001 wurden die Restaurierungsarbeiten durch die Deutsche Stiftung Denkmalschutz unterstützt. Der Museumsverein Penkun veranstaltet seit 1998 im Schloss Ausstellungen zur Schloss- und Stadtgeschichte sowie Konzerte. Im ehemaligen Verwalterhaus wurde 2008 ein Grenz- und Zollmuseum eröffnet. Im Keller ist eine Ausstellung zum Gerichtswesen in Pommern untergebracht.

## Anlage

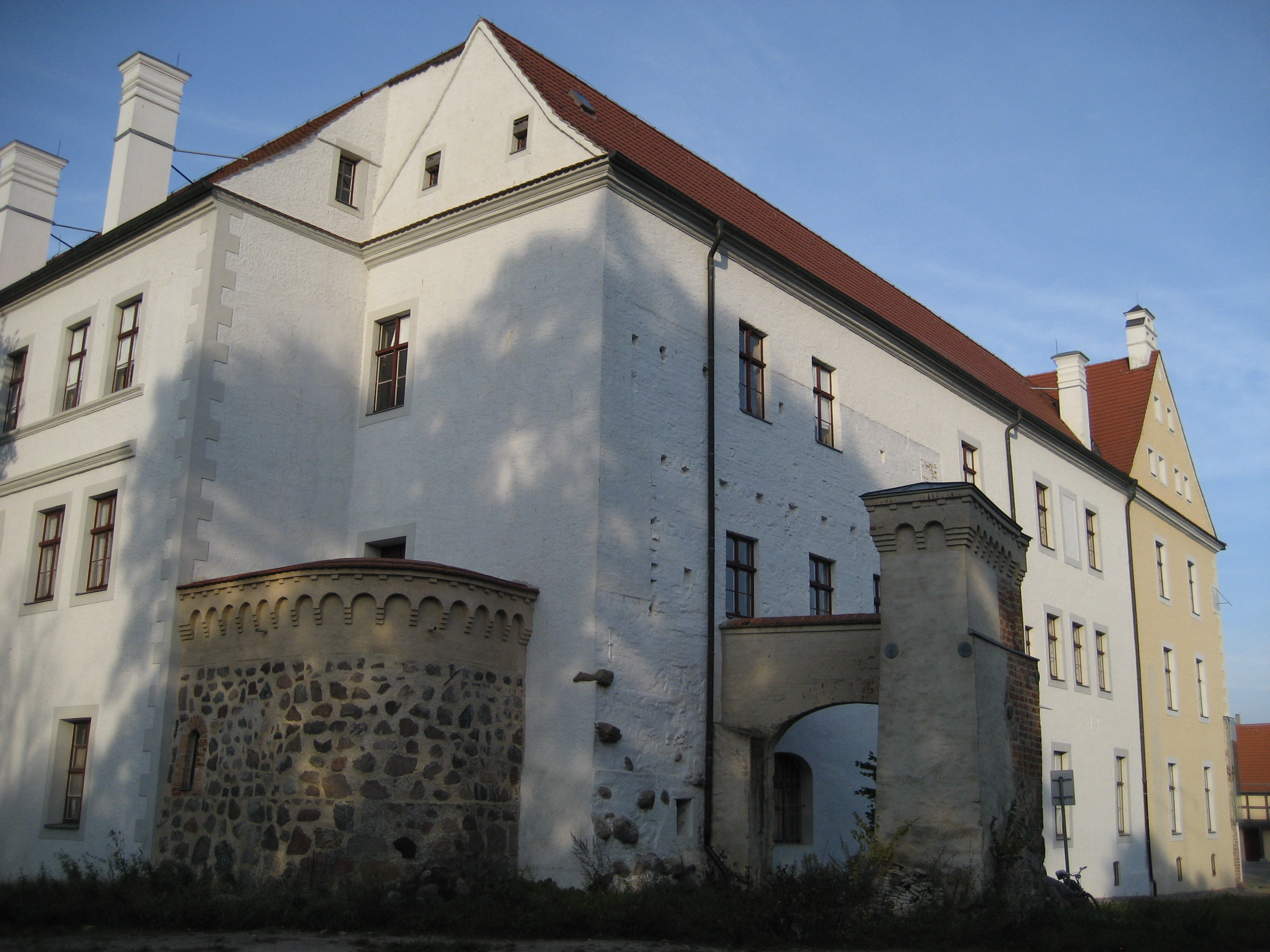
Südseite

Das Schloss ist als unregelmäßige Dreiflügelanlage um einen nach Nordosten offenen Hof angelegt. Es besteht aus dreigeschossigen Putzbauten. Der langgestreckte Südflügel hat in der Mitte eine Tordurchfahrt mit Tonnengewölbe. Die Gewölbe der Kellerräume stammen aus dem Mittelalter. Im Erdgeschoss befinden sich Gewölbe mit Stichkappen.
Das Dach des Ostflügels hat an der Nord- und Südseite schlicht gehaltene Dreiecksgiebel. Im Nordosten befindet sich ein achtseitiger, mit einer Haube bekrönter Eckturm. Im Erdgeschoss befinden sich zwei Räume mit quadratischem Grundriss, toskanischen Mittelsäulen und Sterngewölbe mit Stuck. Die Räume in den Obergeschossen haben flache Stuckdecken. In die Fensternischen sind Säulen eingestellt.
Der Westflügel hat an der Hofseite ein Renaissanceportal mit Dreiecksgiebel. Oberhalb der Portalöffnung befinden sich in den Zwickeln Maskenköpfchen, in den Gewänden des Portals sind Sitznischen eingelassen. Am nordwestlichen Ende tritt ein achteckiges Belvedere aus dem Dach. Es ist mit einem Zeltdach abgeschlossen. Im Erdgeschoss des Westflügels befinden sich stuckierte Kreuzrippengewölbe. Die Stuckdecken im Obergeschoss stammen vom Anfang des 17. Jahrhunderts.

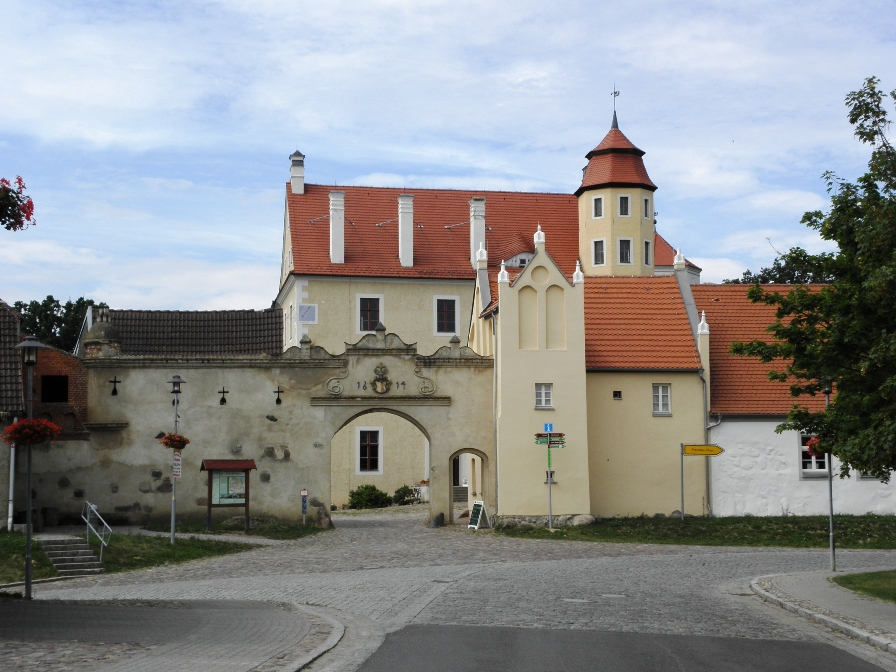
Tor und Torhaus

Eine Mauer umgibt den Schlosskomplex, zu dem noch Gebäude der früheren Gutswirtschaft gehören, die um den südlich gelegenen Wirtschaftshof gruppiert sind. Der Zugang zum Schlossgelände erfolgt im Osten von der Stadt durch ein Tor, die Volutengiebel der Toreinfahrt stammen aus dem Jahr 1614. Das 1486 errichtete Torhaus ist ein verputzter Backsteinbau mit zwei Geschossen. Die Giebel sind durch Rundbogenblenden gegliedert. An das Torhaus schließt sich das eingeschossige, im 18. Jahrhundert gebaute Verwalterhaus an.